# The Oregonian
The Oregonian ist eine Tageszeitung, die von Advance Publications in Portland (Oregon) herausgegeben wird. Sie wurde 1850 gegründet und ist damit die älteste kontinuierlich veröffentlichte Zeitung an der Westküste der Vereinigten Staaten. Ihre tägliche Auflage betrug 2007 319.625, die der Sonntagsausgabe 375.913 Exemplare (Stand: 2007).

## Geschichte

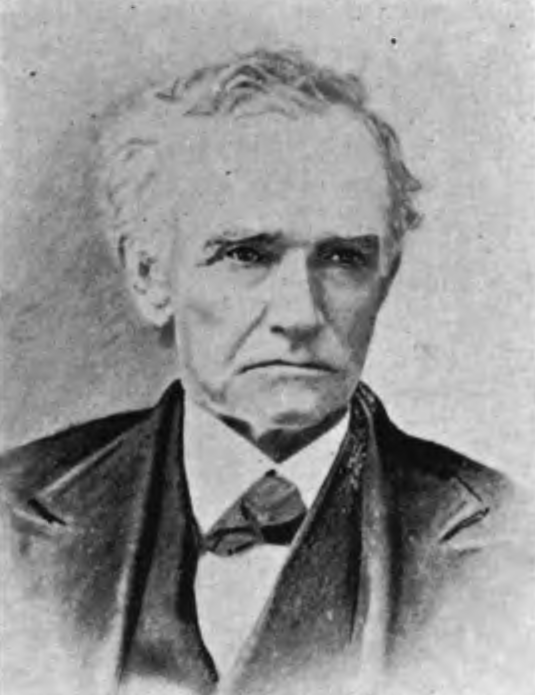

Diese Zeitschrift war im 19. Jahrhundert eine der führenden Tageszeitungen im Nordwesten der Vereinigten Staaten und über Jahre die einzige Zeitung, die in den sieben nordwestlichen Staaten erschien. Sie wurde im Jahr 1850 von Thomas Jefferson Dryer (1808–1879) als Wochenzeitung gegründet und bis 1860 herausgegeben. Damals hatte Portland rund 700 Einwohner. Dryer wurde 1861 von Präsident Abraham Lincoln zum US-Beauftragten der Sandwich-Inseln ernannt. Die Zeitschrift wurde anschließend von dem Typografen und Drucker Henry Pittock (1835–1919) geleitet und erscheint seit 1861 als Tageszeitung. Das als politisch unabhängig geltende Werk erhielt regional und national Anerkennung für die Qualität der redaktionellen Arbeit. Neue Technologien wie die telegrafische Übertragung wurden eingebunden. Im Jahr 1950 wurde das Blatt an Samuel I. Newhouse verkauft, dessen Familie das Eigentum durch die Firma Advance Publications Inc. weiterhin innehat.
Vorläufer der Zeitung war unter anderem der der Oregon Spectator, der von 1846 an fünf Jahre lang erschien.

## Journalisten (Auswahl)
- Shawn Anthony Levy, Filmkritiker (1997–2012)[6]
- Jack Hart (Manager)[7]

## Auszeichnungen (Auswahl)
- 1999: Richard Read bekommt den Pulitzer-Preis in der Kategorie „Explanatory Reporting“ für seine Schriften zur Asienkrise.[8]
- 2001: Pulitzer-Preis für „Public Service“ – Goldmedaille[9]
- 2014: Die Redaktion wurde für einen Leitartikel zu Pensionskassen mit dem Pulitzer-Preis ausgezeichnet.